# Wetterfeld (Roding)
Wetterfeld ist ein Ortsteil der oberpfälzischen Stadt Roding im Landkreis Cham, Bayern.

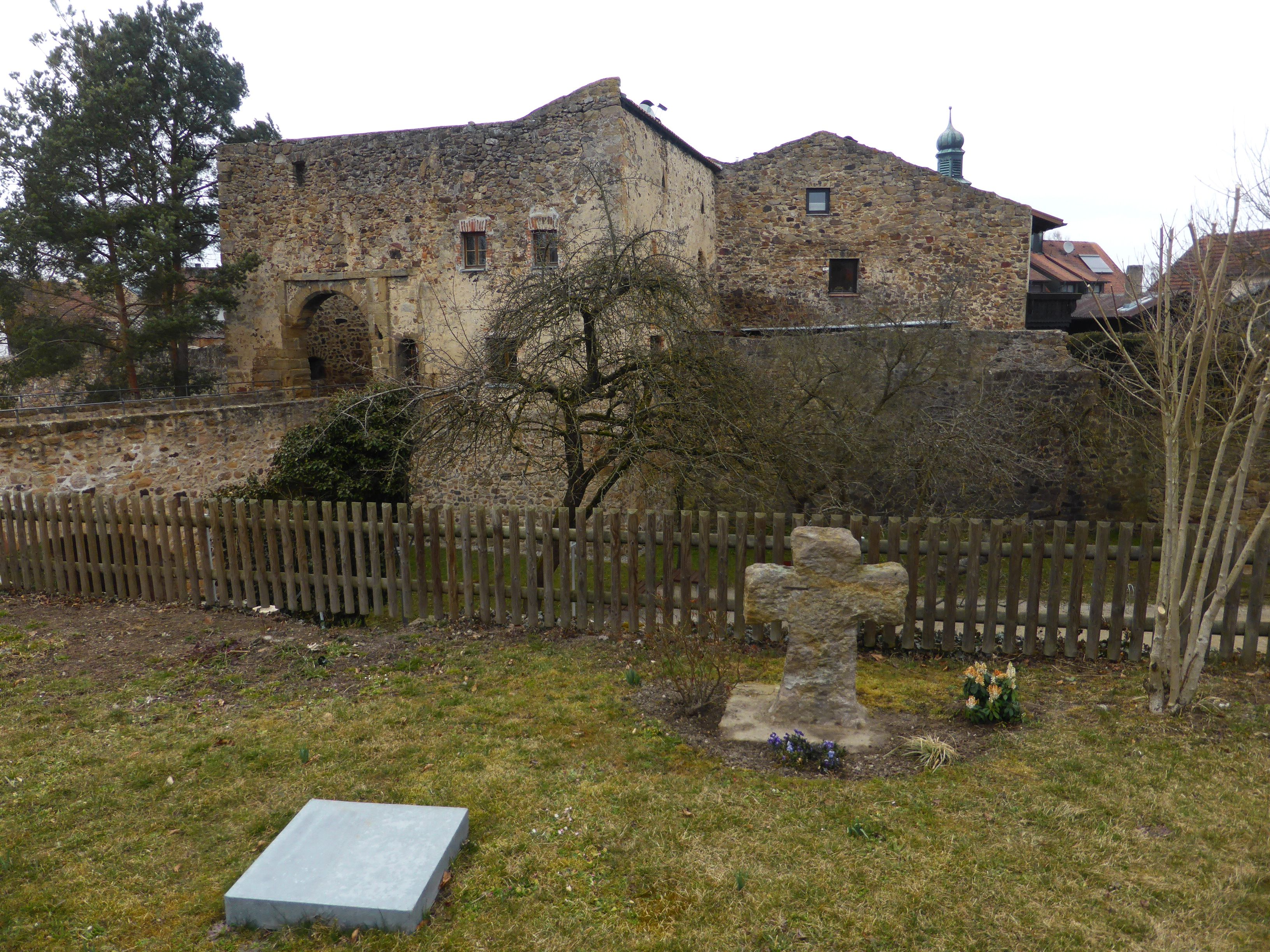
Burg Wetterfeld

## Geschichte
Die Mitglieder des Geschlechts der Wetterfelder waren Doppelministerialen, die dem König und den diepoldingischen Markgrafen dienstbar waren. Der hiesige Besitz war von den Staufern 1204 als erledigtes Reichslehen eingezogen und von Wetterfeld und Regenpeilstein aus verwaltet worden. Wetterfeld blieb auch unter den Wittelsbachern das dominante Herrschaftszentrum; nach dem „Urbarium Baiuwariae transdanubianae“ gehörten 1285 zu dem Amt Wetterfeld (Weternvelt), Roding (Rotingen), Thannhof (Tanne), Angermühle (Amelgatsmvul), Fuchshof (Phuel), Kollenzendorf (Chodentzendorf), Saalhof (Salach), Hitzelsberg (Hitzgeinsperg), Grub (Grube), Wenzenried (Wenzenrivt) und Gmünd (Gemvund).
Nach dem Ende der Staufer 1268 und dem Übergang der Gebiete um Cham an die Wittelsbacher tritt 1293 wieder ein Konrad von Wetterfeld als Zeuge in einer Urkunde des Klosters Reichenbach auf. Der letzte Vertreter dieses Geschlechts war ein weiterer Konrad von Wetterfeld, der Geistlicher wurde und demgemäß ohne Nachkommen blieb. 1316 wurde ihm von Bischof Nikolaus von Regensburg die Pfarrei Roding übertragen. Nachfolger der Wetterfelder waren die K(Ch)adolsdorfer, ein Rudolf der Chadolsdorfer wird 1308 als purchmann zu Weternvelt genannt, am 9. August 1313 werden Rudiger und Walther die Chadelsdorfer genannt.
Im Hausvertrag von Pavia vom 4. August 1329 kommt die Burg Wetterfeld an die pfälzische Linie der Wittelsbacher. Am 14. Dezember 1402 verleiht der König und frühere Pfalzgraf Ruprecht III. die Burghut zu Wetterfeld an Altmann dem Katzdorfer, der von 1394 bis 1400 als Richter und Pfleger zu Wetterfeld nachgewiesen ist. 1438 übergibt Pfalzgraf Johann die Burghut an den Peter Pemflinger.
Als weitere Burggüter zu Wetterfeld werden neben der Burg Wetterfeld die Folgenden genannt: 1431 erhält Peter Teufel die Burghut zu Wetterfeld, die früher der Christian Harder innehatte. 1436 verleiht der Pfalzgraf Johann dem Lienhard Kadolsdorfer Haus und Burghut zu Wetterfeld mit weiteren Zugehörigkeiten. 1440 war Andreas Dörfinger Burghüter, der diese von dem verstorbenen Eytzenreuter erhalten hatte. 1442 wurde dem Peter Kepfelberger und seiner Hausfrau Anna und deren beiden „Mannserben“ das ehemalige Burggut des verstorbenen Altmann Katzdorfer gegeben. Diese Burggüter standen nach einer Urkunde von 1709 im Bereich der Burg Wetterfeld.
1418 bestanden zu Wetterfeld nur mehr zwei Burggüter. Am 25. April 1499 ist Caspar Kepfelberger, Sohn des genannten Peter Kepfelberger, als Burgsasse nachgewiesen. Durch Heirat der Barbara Kepfelberger gelangte das Burggut an Martin Ziegler. Das andere Burggut war in der zweiten Hälfte des 15. Jahrhunderts im Besitz des Hans Götlinger.

### Das Burggut des Hans Götlinger
Nach dem Tod des Hans Götlinger erbten seine beiden noch nicht vogtbaren Söhne, Balthasar und Christoph, das Burggut. Für diese trat Linhard Leittner, Richter zu Wetterfeld, 1476 und 1479 als Lehensträger auf. Am 27. Dezember 1485 bestätigt Balthasar Götlinger dem Pfalzgrafen Otto II. den Empfang mehrerer Lehensteile, die ihm durch das Ableben seines Vetters Pankraz Göttlinger zugefallen waren. Christoph Götlinger stellte dem Kurfürst Philipp am 8. Juli 1500 einen Revers über Lehensstücke aus, die er von seinem Bruder Balthasar erworben hatte. 1511 erscheint Balthasar Götlinger (vermutlich nach dem Ableben seines Bruders) als Alleinbesitzer des Burggutes. Nach dem ohne Erben verstorbenen Balthasar wurden dessen heimgefallene Lehen am 7. Oktober 1524 an Hans Ott von Rohrbach übertragen. Da sich dieser ganntz ungehorsamb gehalten hat, wurde ihm das Lehen entzogen und 1544 durch Pfalzgraf Friedrich II. dem pfälzischen Sekretär Georg Häckel übertragen. 1557 war hier David Fuchs von Arnschwang auf dem Kaufweg zum Inhaber geworden. Ihm folgte sein Sohn Hans Christoph 1563 nach; er konnte erst nachdem er vogtbar geworden war am 13. Juli 1579 dem Kurfürsten Ludwig VI. den Lehensrevers ausstellen. Nach dessen Ableben folgte sein Sohn Hans Friedrich Fuchs zu Winklarn, der am 21. Februar 1606 das Lehen durch Kurfürst Friedrich IV. zugesprochen erhielt. 1628 verkaufte er im Zuge der Rekatholisierung seine Besitzungen an seinen Vetter Hans Georg von Weichs.
1644 wurde nach dem Tod des Hans Georg sein Sohn Hans Jakob hier Nachfolger. Aufgrund eines Vergleichs kam das Burggut 1652 dann wieder an Hans Christoph Fuchs. Nach dessen Tod († 5. Mai 1665) wurde das „apert“ gewordene Lehen an Johann Georg Bordeis verliehen. Dieser ist 1680 letztmals als Burghüter beglaubigt. 1693 ist hier Franz Mathias von Mayern (bzw. von May) und 1696 dessen Sohn Franz Joachim in die Landsassenmatrikel eingetragen. 1710 ist Johann Albrecht Pfaudtner, Rentmeister des Domkapitels zu Regensburg, als Burgsasse eingetragen. 1737 kam das Lehen an seine Söhne Michael Anton, Joseph Anton Albrecht und Franz Joseph Benno Pfaundtner. 1757 erwarb Franz Peter von Paur, zu der Zeit Herr der Hofmarken Waffenbrunn-Darstein-Lebendorf durch Gantkauf das Burggut. Durch seinen plötzlichen Tod im gleichen Jahr wurde 1758 dessen Bruder Johann Wolfgang von Paur, resignierter Salzbeamter zu St. Nicola bei Passau Besitzer. Am 21. Juli 1759 berichtet  Johann Wolfgang von Paur, dass er die Götlingschen Lehen in „Chaos und Verfall“ vorgefunden habe. Nach dessen Tod (1762) trat der Neffe Johann Wolfgang von Paur, Pfleg- u. Kastenkommisarius und Bräuverwalter zu Schwarzach, die Nachfolge an. Sein noch unmündiger Sohn Franz Clement von Paur wurde nach dem Tod des Vaters (1765) Nachfolger. Für ihn war Vormund und Lehensträger der Landesgerichtskommissär Joseph Benedict Mitterhofer.
Da Franz Clement von Paur es verabsäumt hatte, einen Gerichtshalter auf seinem Burggut zu benennen, wurde die Gerichtsbarkeit 1811 an das Landgericht Roding übertragen. Seine Bemühungen, hier ein Patrimonialgericht einzurichten, wurden 1840 abschlägig beschieden.

### Das Burggut des Kepfelsbergers bzw. Zieglers
Das Burggut des Caspar Kepfelberger kam über seine Tochter Barbara Kepfelberger an Martin Ziegler, der am 12. September 1519 den Pfalzgrafen Friedrich und Ludwig den Lehensrevers ausstellte. Von diesem erbten seine Söhne Caspar, Hieronymus, Silvester, Hans und Balthasar. 1543 ist Hans Ziegler nach dem Ableben seiner Brüder Alleininhaber. 1544 verkauft er das Burggut an Wolf Pilgel, Richter zu Wetterfeld. Dieser erwarb im gleichen Jahr auch das Burggut des Berthold Mühlberger. Auf den Wolf Pilgel folgten seine Söhne Paul, Gabriel, Kunz, Hans und Christoph. Als Lehensträger fungierte Paul Pilgel. Nach dessen Tod traten seine Söhne Hans Michael und Hans Georg 1577 die Nachfolge an. 1597 war Hans Georg Pilgel Alleinbesitzer und wurde am 27. Oktober 1628 von Kurfürst Maximilian mit beiden Burggütern belehnt. Da er seinen lutherischen Glauben nicht aufgeben wollte, musste er nach Regensburg emigrieren († 1633).  Sein konvertierter Sohn Hans Joseph Pingel wurde am 28. Juni 1655 durch Kurfürst Ferdinand Maria Lehensinhaber.
1661 veräußerte Hans Joseph Pingel die beiden Burggüter an Georg Wegele, Pächter der Herrschaft Stockenfels. Nach dessen Ableben trat 1675 sein Sohn Johann Georg Wegele das Erbe an. 1683 erwirbt Franz Mathias von May durch Tausch gegen Berndorf bei Burglengenfeld die Burggüter. Dieser hatte auch die Götlingischen Burggüter erworben. 1696 ist dessen Sohn Franz Joachim von May in der Landsassenmatrikel aufgeführt. Nächster Burghüter war Johann Albrecht Pfaundtner, der diese aber bereits 1707 an Franz Karl von Asch zu Asch weiterveräußerte. Er legte seine Besitzungen zu Wetterfeld zu einem Lehen zusammen, das dadurch 1709 zu einem Landsassengut aufstieg. Nach seinem Tod wurden seine Erben am 1. Dezember 1735 mit dem Landsassengut Wetterfeld belehnt, für die sein Sohn Pater Karl Freiherr von Asch aus Oberndorf und Pfleger zu Wetterfeld Lehensträger war. Nach dessen Tod trat sein Sohn Ferdinand Ignaz Freiherr von Asch laut Lehensbrief von Kurfürst Karl Theodor als Lehensträger für seine Brüder und deren Kinder auf. Auf dem Eheweg kam 1807 das Lehen an Sebastian Freiherr von Schrenck. Dieser beantragte 1819 die Errichtung eines Patrimonialgerichts II. Klasse zu Wetterfeld. Dies wurde ihm 1822 auch genehmigt. 1848 wurde die Patrimonialgerichtsbarkeit aufgelöst und ging an den Staat über; für die Gerichtsholden war nunmehr das Landgericht Roding zuständig.

### 20. Jahrhundert
Zum Ende des Zweiten Weltkrieges im April 1945 begannen die Todesmärsche von KZ-Häftlingen aus dem KZ Flossenbürg nach Süden und in das KZ Dachau. Einer der Todesmärsche führte Häftlinge am 23. April 1945 von Stamsried kommend nach Wetterfeld. Bevor sich die SS-Soldaten den Amerikanern ergaben oder flohen, wurden viele Häftlinge erschossen, danach tausende befreit. Die im Zuge der Todesmärsche in der ganzen Umgebung Ermordeten wurden in einem eigens errichteten KZ-Friedhof in Wetterfeld beigesetzt, Mitte der 1950er Jahre wieder exhumiert und in die KZ-Gedenkstätte in Flossenbürg verbracht. Der KZ-Friedhof wurde daraufhin aufgelöst und stattdessen eine Gedenkstätte am Ortsrand errichtet.

## Sehenswürdigkeiten
- Die römisch-katholische, denkmalgeschützte ehemalige Burgkapelle und heutige Filialkirche St. Ulrich (Wetterfeld).